# Ревфилеп
Ревфилеп (мађ. Révfülöp) град је у западној Мађарској. Ревфилеп је град у оквиру жупаније Веспрем и лоциран је на северној обали  језера Балатон. Ревфилеп је добро познат као полазна тачка за годишњу трку дугог пливања преко Балатона до Балатонбоглара.

## Етимологија
Филеп (Fülöp) долази од мађарске верзије личног имена Филип, ово је било првобитно име града. Касније је као префикс додата реч рев, што значи трајектни прелаз.

## Географија
Филит, кварцни филит и глиновити шкриљци на површини у области Филеп-хеђ и Ретшарки-мајор су најстарије геолошке формације на овом подручју, вероватно карбонске старости. Северно и јужно од овога места, око каменог мора, велике површине су такође на површини прекривене црвеним пешчаром из пермског периода и конгломератом огранку места, затим на Фењељ-тетеу и Тепеч-хеђу. Површина пермског пешчара, углавном у депресијама, прекривена је глином испраном из перма, на којој се таложи песак панонске старости. Карактеристична тла за висоравни Балатона су црвенкасте земље настале на пермском пешчару. Таква формација даје поцрвенело тлу виноградима и баштама код Чопака, Балатоншепезда и Ревфилепа.

### Локација
Насеље пресеца аутопут 71, тако да је лако доступно аутомобилом, али је лако доступно и возом на прузи Секешфехервар–Балатонфиред–Таполца до железничке станице Ревфилеп, која се налази у центру насеља.
Воденим путем се до насеља може доћи са јужне обале Балатона редовним прелазом између Балатонбоглара и Ревфилопа. Између два локалитета, језеро Балатон је широко 5 километара, пловила прелазе раздаљину неколико пута дневно, време путовања је само 25 минута.
Рута 7314 почиње од Ревфулепа у правцу севера у правцу Кевагоерша и Кевешкала. Поред тога, деоница пута дужине 1 километар која повезује северни део насеља са деоницом аутопута, који води преко Палкеве, 71 (пут 73 125) такође се рачуна као државни јавни пут.

## Историја
Нова архива Венцела Гуштава, „Кодекс дипломатицус Арпадианус цонтинуатус” (Codex diplomaticus Arpadianus continuatus) VI. 890–1235. налази се документ издат 1093. године (фалсификован до времена краља Светог Ласла), у којем краљ Сент Ласло потврђује власништво и права опатије Тихањ („XIII mansiones cum tribus molendinis aliisque appertinencijs; villa Pilip cum portu in loco Chazta, cuius terminus ab occidente iuxta villam Echir in congerie lapidum ab aquilone in cacumine moncium ab oriente versus villam Zepesd Abbatis Simigiensis”).
У делу Еве Ковач „Тихањски попис” као историјски извор имена места, можемо прочитати да је у лингвистичком запису истог доба и првобитно сачуваном као „Тихањски попис“ из 1211. године, насеље (Рев) Филеп у бившој Жупанији Зала је такође наведена као седамнаести посед опатије Тихањ под називом „Villa Pilip cum portu”. 
Током Другог светског рата, бродови Келен и Тинде су потопљени у луци Ревфилеп. Претходница томе је била да су Немци поставили експлозив у машинску просторију бродова, али су мађарски морнари 27. марта 1945. године, да би спасли бродове, потопили оба брода тако што су отворили отворе тако да је Немци који се повлачили трупе нису могле да их униште. Немци су заправо дигли у ваздух све бродове који су припадали Балатонској флоти, осим два брода који су потопљени испред луке Ревфилеп, који су остали нетакнути, а који су касније извучени и рестаурирани. У лето 1946. редовни ваздушни и бродски саобраћај могао је поново да почне.
Ревфилеп постаке самостално 1943. године, а од 15. априла 1973. постаје велико село као регионални центар градова слива Кали и његово административно седиште. Од 1989. године је независно насеље општинског ранга, једно од најдинамичнијих летовалишта у области Балатона. Насеље је 2011. године прославило 800 година од свог документованог помена.
Током лета, пристаниште Ревфилеп је редовно место снимања емисије уживо у телевизијском магазину „Балатонско лето“.

## Становништво
У време пописа 2011, 79,9% становника се изјаснило као Мађари, 3,2% као Немци, а 0,6% као Роми (19,9% се није изјаснило). 
Верска дистрибуција је била следећа: римокатолици 43,7%, реформисани 5,7%, лутерани 3,9%, гркокатолици 0,5%, неденоминациони 8,9% (37% се није изјаснило).